# Choupette
Choupette (* 19. August 2011 in Fontaine-sous-Préaux als Guimauve du Blues Daphnée) ist eine französische Birma-Katze, die u. a. als Model eingesetzt wird. Berühmt wurde sie als Hauskatze des Modedesigners Karl Lagerfeld (1933–2019).

## Leben
Choupette wiegt etwa 3,5 kg. Lagerfeld verglich den Schweif mit Boafedern und die Augen mit einem Sternsaphir.
Ursprünglich gehörte die weiße Birma-Katze mit blauen Augen dem befreundeten Model Baptiste Giabiconi. Dieser bat Lagerfeld, auf die Katze aufzupassen, während er über Weihnachten bei seiner Familie in Südfrankreich weilte. Lagerfeld fand Gefallen an dem Tier, schließlich überließ Giabiconi ihm die Katze. Nach Lagerfelds Tod im Jahr 2019 verblieb Choupette bei Françoise Caçote, die Lagerfeld selbst sehr nahestand.
Der Name Choupette bedeutet auf Deutsch "süß" oder "die Süße".

### Social Media und Medienresonanz
Die Katze wurde 2012 durch einen Tweet eines französischen Magazinredakteurs bekannt.
Der Twitter-Account @ChoupettesDiary wurde von Ashley Tschudin, der ehemaligen Social-Media-Koordinatorin der 2012 eingestellten Online-Zeitung The Daily, eingerichtet und betrieben und erst im Juni 2012 von Karl Lagerfeld autorisiert. Karl Lagerfeld ließ für die Katze außerdem Instagram- und Facebook-Accounts einrichten.
Lagerfeld „beschwerte“ sich 2012, die Katze sei berühmter als er. Dessen ungeachtet kreierte er für sie das Image einer Diva im Stile von Greta Garbo und beschrieb die Katze als unnahbar. Sie würde Kinder und andere Tiere hassen. Um ihre Belange würden sich zwei Dienstmädchen kümmern. Beim Abendessen saß sie bei Lagerfeld am Tisch. Die Speisen wurden von ihrem eigenen Hauskoch für sie zubereitet. Sie erhielt außerdem in Edelrestaurants eigene Speisen und hat angeblich eine Vorliebe für teuren Kaviar. Darüber hinaus hatte sie einen eigenen Bodyguard und reiste per Privatjet.
Von Choupette wurde in diversen Medien berichtet. So sprach Karl Lagerfeld im New York Magazine über sie. Die Süddeutsche Zeitung erstellte aus den Antworten ein fiktives Interview mit der Katze, in der Choupette in der dritten Person von sich sprach. Brigitte Bardot wandte sich in Briefform an Choupette, damit diese ihren Besitzer von einer Modekollektion aus Pelzen abbringen sollte, womit sie jedoch keinen Erfolg hatte.
Am 26. April 2023 erschien eine BBC-Dokumentation "The Mysterious Mr Lagerfeld", in dem erstmals Einblicke in das Leben von Choupette nach dem Tod von Karl Lagerfeld gewährt werden. Françoise Caçote und ihr Manager Lucas Berullier kommen ausführlich zu Wort. Am Ende der BBC-Dokumentation fährt Choupette in einer Limousine und sitzt dabei in einer Katzentragetasche neben ihrem Manager. Sie befindet sich auf dem Weg zur Vorstellung von ihren neuen Produkten. Dabei handelt es sich um eine Vorstellung der LucyBalu x Choupette-Kollektion am Rande der Designmesse Maison & Objet in Paris am 9. September 2022. Im April 2023 wurde Choupette zur Met Gala mit dem Motto "Karl Lagerfeld: A Line of Beauty" eingeladen, schlug die Einladung nach New York jedoch aus. Die Musikerin Doja Cat kam in einem silber-glitzernden Katzen-Outfit, Schauspieler und Sänger Jared Leto erschien im Ganzkörper-Fell-Kostüm.

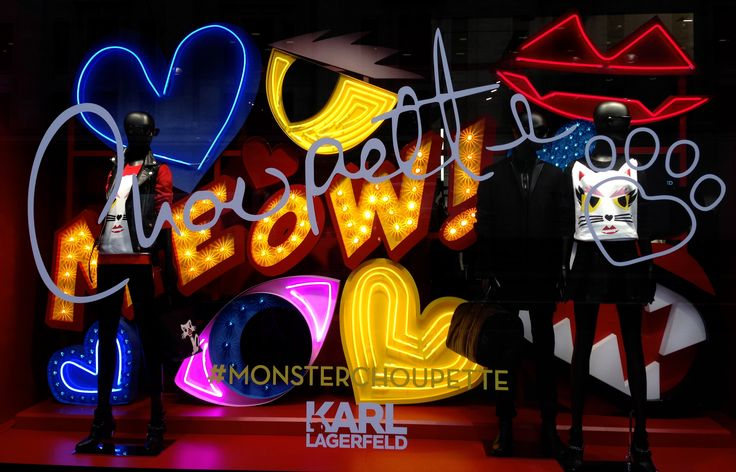
Schaufenster des KL-Stores in der Londoner Regent Street während der Monster-Choupette!-Kampagne

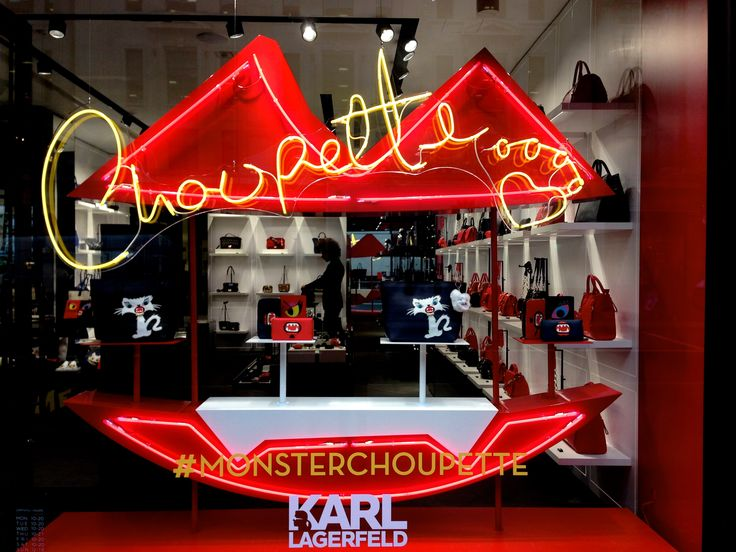
Monster-Choupette-Kollektion, 2015

### Kommerzielle Rolle
Als Werbefigur ließ Lagerfeld sie für Opel und japanische Schönheitsprodukte werben, womit sie 2014 angeblich drei Millionen Euro verdiente. Die Opel-Fotos wurden 2015 im Rahmen einer Vernissage in Berlin vorgeführt. Choupette trat auch als Covermodel, unter anderem zusammen mit Gisele Bündchen und Linda Evangelista, in verschiedenen Ausgaben der Vogue auf. 2014 erschien das Ratgeberbuch Choupette: The Private Life of a High-Flying Fashion Cat. Lagerfeld entwickelte zudem eigene Kollektionen unter den Titeln „Monster Choupette!“ und „Choupette in Love“, die diverse Accessoires wie Socken, Schlüsselanhänger, Einkaufs- und Handtaschen sowie T-Shirts umfassen. Im Oktober 2020, also etwa 1,5 Jahre nach dem Tod von Karl Lagerfeld, verkündete die Birma-Katze auf ihrem offiziellen Instagram-Profil „Ich werde bald meine allererste Zusammenarbeit starten“.